# Kérdőjelek a fiúszívekben
A Kérdőjelek a fiúszívekben egy Koszterszitz József tollából megjelent ifjúsági nevelési mű a Horthy-korszakból.
A Kérdőjelek... előzménye, hogy két évvel 1943-as megjelenése előtt adta ki Koszterszitz ugyancsak a serdülőifjúság számára készült Kamaszok című művét. A Kérdőjelek... a Kamaszokban felvetett kérdésekre fiataloktól érkezett levelek, illetve a témakörrel kapcsolatos ifjúsági beszélgetések témaköréből ad válogatást. Három részében (Jellemépítés, Nemzetszolgálat, Világnézeti eligazódás) szó esik a rendszeretetről, a takarékosságról, a hazaszeretetről, a munka- és szórakozóhelyekről, a szerelemről, vagy éppen az ifjúkori öngyilkosság és az alkoholizmus problémájáról. Koszterszitz többi művéhez hasonlóan a Kérdőjelek...-et is a könnyű, olvasmányos stílus; illetve az élet nagy kérdéseihez való pozitív, segítő szándékú hozzáállás jellemzi.
A mű nem rendelkezik reprint kiadással, ugyanakkor a közelmúlt óta elektronikusan már elérhető az UNITAS Egyházi Könyvtárak Közös Katalógusa és Információs Portálja honlapjárólː 